# Prosenická Lhota
Prosenická Lhota är en ort i Tjeckien.   Den ligger i regionen Mellersta Böhmen, i den centrala delen av landet, 40 km söder om huvudstaden Prag. Prosenická Lhota ligger 430 meter över havet och antalet invånare är 438.
Terrängen runt Prosenická Lhota är huvudsakligen platt, men söderut är den kuperad. Runt Prosenická Lhota är det ganska tätbefolkat, med 72 invånare per kvadratkilometer. Närmaste större samhälle är Sedlčany, 5,2 km sydväst om Prosenická Lhota. Trakten runt Prosenická Lhota består till största delen av jordbruksmark.